# Eresus athanatoi
Espèce
Eresus athanatoi est une espèce d'araignées aranéomorphes de la famille des Eresidae.

## Répartition
Cette espèce est endémique d'Iran. Elle se rencontre dans les provinces d'Ilam et de Téhéran.

## Description
Le mâle holotype mesure 10,7 mm et le mâle paratype 10,3 mm.

## Systématique et taxinomie
Cette espèce a été décrite par Zamani et Szűts en 2025.

## Étymologie
Son nom d'espèce lui a été donné en référence aux athanatoi.

## Publication originale
- Zamani, Szabó & Szűts, 2025 : « Persian treasures: integrative taxonomy reveals high species' diversity of ladybird spiders (Araneae: Eresidae: Eresus). » Zoological Journal of the Linnean Society, vol. 204, no 4, zlaf086, p. 1-19.